# Oskar von Arnim-Kröchlendorff

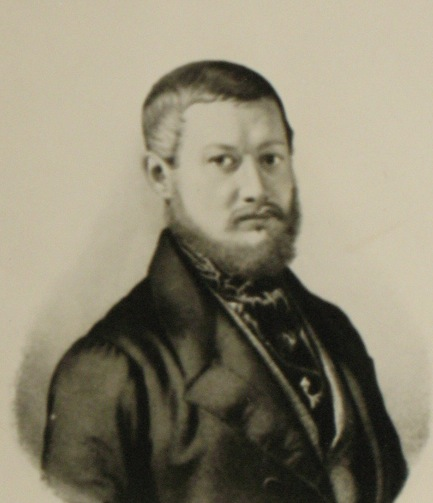
Oskar von Arnim-Kröchlendorff im Jahr 1842, Rom

Oscar Friedrich Ernst Abraham Heinrich Carl Freiherr von Arnim-Kröchlendorff (* 16. Juni 1813 in Berlin; † 18. Dezember 1903 ebenda) war ein deutscher  Gutsbesitzer und Landrat im Königreich Preußen. Er saß im Preußischen Herrenhaus und im Reichstag (Norddeutscher Bund). Er war ab 1844 Schwager von Otto von Bismarck, indem er dessen Schwester Malwine geheiratet hatte.

## Leben

### Herkunft

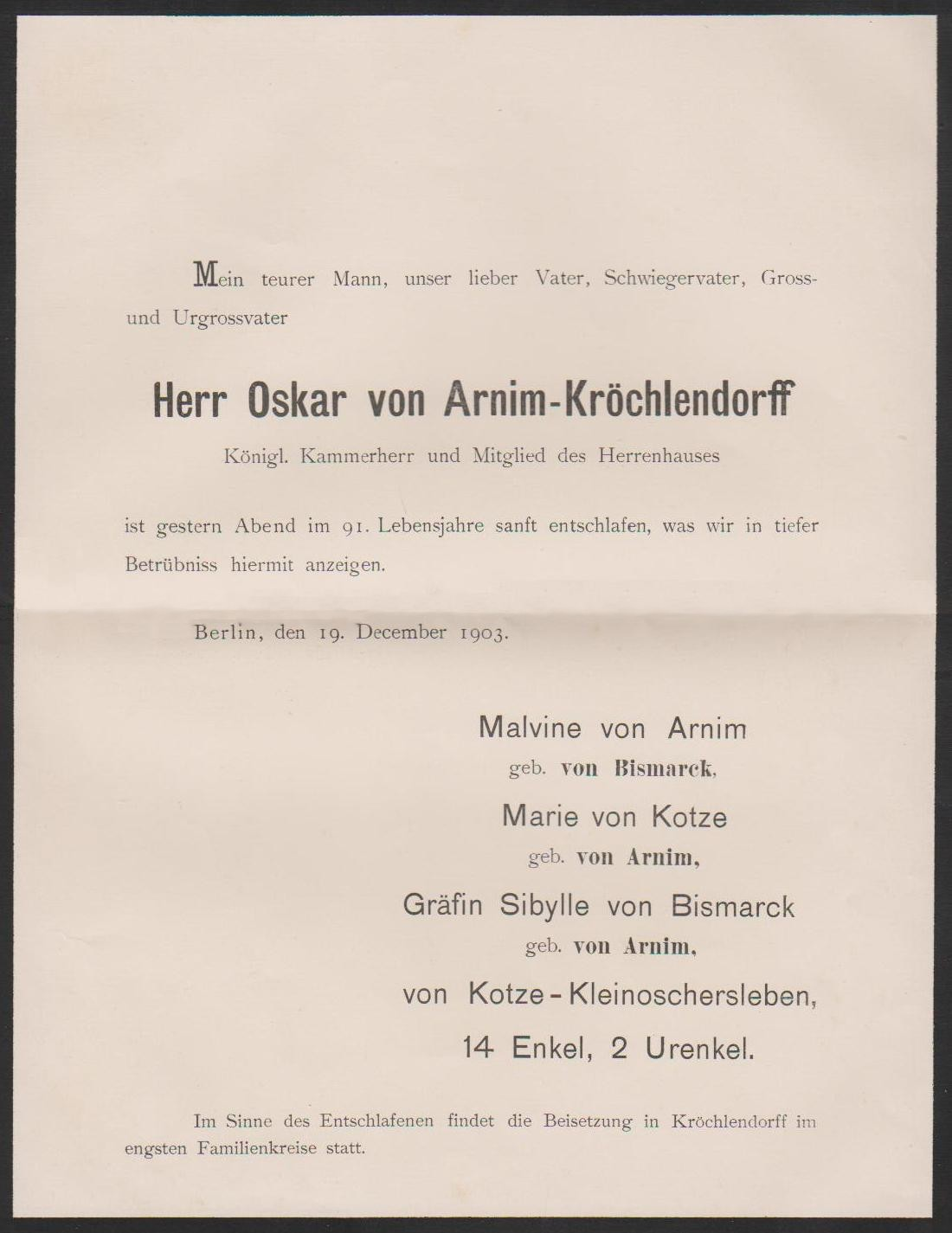
Todesanzeige (1903)

Er entstammte dem alten uckermärkischen Uradelsgeschlecht Arnim. Er war der Sohn des königlich-preußischen Kammergerichtsrates, Domdechanten und Gutsbesitzers Friedrich von Arnim und der Caroline geb. Heim (Tochter des Berliner Arztes und Ehrenbürgers Ernst Ludwig Heim).

### Werdegang
Arnim studierte Rechtswissenschaft an der Ruprecht-Karls-Universität Heidelberg und wurde 1833 im Corps Saxo-Borussia aktiv. 1840 begann er als Regierungsassessor seine Laufbahn in der inneren Verwaltung des Königreichs Preußen. 1844 wurde er Landrat im Kreis Angermünde. Als Geh. Regierungsrat saß er von 1849 bis 1859 in mehreren Ausschüssen. 1852 war er als Sekundant Bismarcks am Duell Vincke–Bismarck beteiligt.
1849–1859 gehörte Arnim der Zweiten Kammer des Preußischen Landtags bzw. dem Preußischen Abgeordnetenhaus an. Ab 1860 war er Mitglied des Preußischen Herrenhauses. In den Jahren 1867 bis 1870 vertrat er als Abgeordneter im Reichstag des Norddeutschen Bundes den Wahlkreis Regierungsbezirk Potsdam 4 (Prenzlau–Angermünde).  Von 1874 bis 1877 war er Mitglied des Reichstags als Abgeordneter der Bismarck-freundlichen Reichs- und Freikonservativen Partei (RFKP). Er vertrat im Reichstag den Wahlkreis Potsdam 3 (Prenzlau–Angermünde).
Arnim legte 1844 den Grundstein für sein neues Herrenhaus auf Gut Kröchlendorff (heute Ortsteil von Nordwestuckermark, Landkreis Uckermark, Brandenburg), das er ab 1846 vom Berliner Architekten Eduard Knoblauch (1801–1865), einem Schinkel-Schüler, im Stil der englischen Neugotik errichten ließ, umgeben von einer vom Landschaftsarchitekten Peter Joseph Lenné (1789–1866) entworfenen Parklandschaft. Auch die Dorfkirche ließ Arnim ab 1864 nach Plänen des königlichen Hofbaurats Ferdinand von Arnim (1814–1866), im südöstlichen Teil des Parkes, in historistischer Neugotik bauen. Die am 29. Juni 1868 eingeweihte Kirche war das Einlösen des Gelübdes der Eheleute, ihren bei einem Jagdunfall (1861) tödlich verletzten Sohn Detlev noch lebend anzutreffen. Die Kirche wurde saniert und kann als Ausstellungshalle und Konzertsaal und für familiäre Feiern genutzt werden.

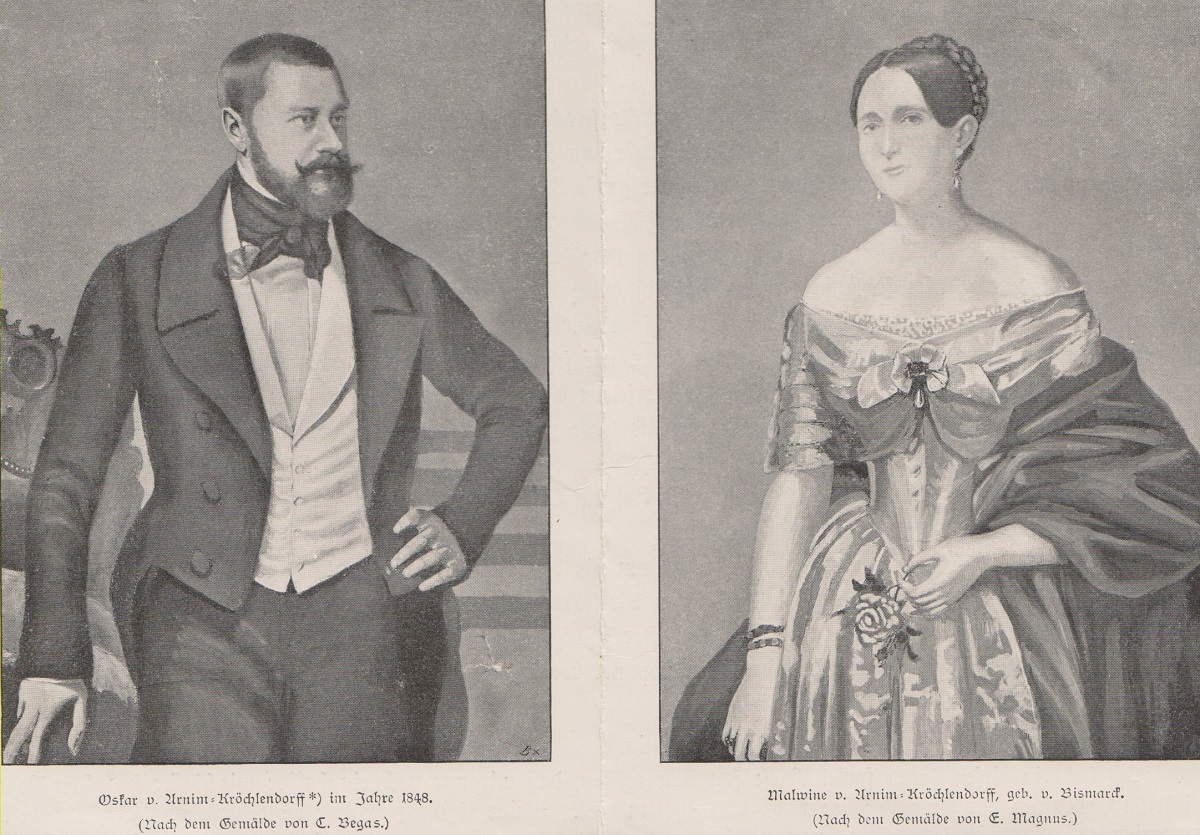
Oskar von Arnim-Kröchlendorff und Ehefrau Malwine von Bismarck

### Familie
Oscar von Arnim heiratete 1844 in Schönhausen Malwine von Bismarck, die Tochter des Ferdinand von Bismarck-Schönhausen (1771–1845) und der Luise Wilhelmine Menken (1789–1839) und einzige Schwester des Reichskanzlers Otto von Bismarck.
Tochter Sibylle von Arnim (1864–1945), die Nichte des Kanzlers, ehelichte 1885 ihren Vetter Wilhelm Graf von Bismarck-Schönhausen (1852–1901), Oberpräsident von Ostpreußen und Sohn des Fürsten Otto von Bismarck (1815–1898) und der Johanna von Puttkamer (1824–1894).
Nach dem 1879 erstmals amtlich publizierten Generaladressbuch der Rittergutsbesitzer in Preußen, Provinz Brandenburg, beinhaltete der Besitz Kröchlendorff des Kammerherrn etwa 939 ha. Hinzu kommen neben beispielsweise Bertikow noch weitere Begüterungen in den Nachbarkreisen.
Oskar von Arnim war Mitglied der Brandenburgischen Provinzialgenossenschaft des Johanniterordens und wurde 1867 Rechtsritter. Johanniterritter war auch der letzte Gutsbesitzer auf Kröchlendorff, sein Enkel Detlev von Arnim-Kröchlendorff.